# Histoenzymologie
 (janvier 2023).
Si vous disposez d'ouvrages ou d'articles de référence ou si vous connaissez des sites web de qualité traitant du thème abordé ici, merci de compléter l'article en donnant les références utiles à sa vérifiabilité et en les liant à la section « Notes et références ».
L'histoenzymologie (ou histo-enzymologie), du grec histos (tissus), zumê (relatif aux enzymes) et logos (science), est une méthode histologique qui permet la détermination de l'activité d'une ou plusieurs enzymes dans un tissu donné.

## Introduction
L’histoenzymologie est une spécialisation de l’histologie et notamment de l’histochimie. Elle a pour objet de détecter indirectement les activités spécifiques de certaines enzymes par les méthodes qui requièrent des colorants histologiques et des substrats spécifiques.

## Principe
L’histoenzymologie s’efforce de déceler, en les localisant, les activités enzymatiques libres ou démasquables au niveau des cellules. Les enzymes sont les protagonistes des nombreux métabolismes de l’organisme (métabolisme glucidique, protéique, lipidique). Les perturbations d’expression, d’adressage ou d’activité de ces enzymes conduisent à l’apparition de maladies métaboliques héréditaires regroupées sous le terme d’enzymopathies. Parmi ces enzymopathies, on retrouve les glycogénoses, phénylcétonurie, albinisme, ce qui explique l’importance accordée à cette science.
La technique histoenzymologique ne révèle pas les enzymes, on décèle leur présence par le produit obtenu au cours de leur action sur un substrat spécifique de l’enzyme en question. 

## Méthode et utilisation
On commence par une phase d’incubation au cours de laquelle on met en présence l’enzyme et le substrat spécifique de cette dernière. Le prélèvement est plongé dans un milieu contenant le substrat dans des conditions précises de pH, de température et d’osmolarité requises pour que la réaction enzymatique soit réalisée dans des conditions de fonctionnement optimal.
La technique histoenzymologique impose de contrôler la réaction par le traitement des lames témoins dans un substrat auquel on ajoute des inhibiteurs spécifiques de l’activité enzymatique recherchée, pour s’assurer de la spécificité de la réaction. On peut ainsi mettre en évidence de façon courante un certain nombre d’enzymes : des oxydo-réductases, des estérases, etc.
Les techniques histoenzymologiques, souvent utilisées dans les fibres musculaires, ont été adaptées à évaluer les fonctions de la phosphorylation oxydative dans les lymphocytes et les monocytes circulants dans le sang humain. Les oxydases et les déshydrogénases sont analysées lors de frottis de lymphocytes et de monocytes.

## Applications
Ces techniques permettent de caractériser et de mettre en évidence diverses maladies telles que la maladie de Parkinson, d’Alzheimer, les myasthénies ou encore les encéphalomyopathies. En effet, ces maladies peuvent être caractérisées par la présence de mutations sur les séquences alléliques des protéines de la chaine respiratoire.
En outre, on peut dépister une atteinte métabolique cérébrale, par le biais d’une biopsie de substance blanche. Cette technique très invasive peut être évitée par la mise en évidence de perturbations métaboliques sur les cellules leucocytaires après ponction veineuse grâce à l’histoenzymologie. On peut ainsi observer les activités des complexes II, III et IV et caractériser la nature du problème métabolique. 

## Limites
Les manipulations histoenzymologiques sont complexes et imposent une grande rigueur d’interprétation car les causes d’erreurs sont nombreuses et il est parfois difficile de concilier la conservation de l’activité enzymatique et celle des structures.
Les enzymes sont des macromolécules et des catalyseurs biologiques très sensibles aux conditions environnementales (température, pH, osmolarité) et les variations de leur environnement peuvent les inactiver. Leur localisation est très difficile, elle ne peut être meilleure que la fixation préalable quand celle-ci est possible : la diffusion en est l’obstacle majeur. Certaines enzymes supportent l’inclusion en paraffine nécessitant des solvants organiques toxique tels que le xylène et le toluène, d’autres ne résistent pas à la congélation. Il faut alors utiliser des tissus frais mais là encore pour certaines activités enzymatiques, la déshydratation est parfois délicate. Il faut donc adapter le mode de prélèvement aux activités enzymatiques que l’on souhaite mettre en évidence.